# إدارة سان فيسينتي
إدارة سان فيسينتي (بالإنجليزية: San Vicente Department)‏ هي إدارة في السلفادور، تتبع السلفادور، بلغ عدد سكانها 230٬205 نسمة، في 2007، عاصمتها سان فيسنتي، السلفادور، تبلغ مساحتها 1٬184٫0 كيلومتر مربع.